# 趙式浩
趙式浩（英語：Howard Chao，1983年11月8日—），生于香港，籍貫上海，趙從衍家族后人，赵从衍之孙，趙世曾長子。赵式浩现时是香港商人、政治人物，現任帝皇集團香港有限公司董事總經理，卓能集團（港交所：0131）董事，中國人民政治協商會議重慶市委員、香港中華總商會會董，香港南區區議會地區委員會界別議員，經民聯成員，曾任香港自由黨青年團主席。

## 簡介
趙式浩早年就讀聖若瑟書院，為該校2000年校友。他先後取得加州州立大學富勒頓分校工商管理學學士學位及英國格林威治大學房地產管理學碩士學位。
2005年，趙式浩返港，進入其父持有的地產公司卓能集團有限公司，擔任行政經理，2007年進入董事局，擔任執行董事。並於2011年成立帝皇集團香港有限公司，主要業務為房地產投資及提供室內設計及工程服務。
有鑑於拓展及更專注帝皇公司業務需要，趙式浩於2014年，改任卓能集團非執行董事。

## 政治生涯
2015年，趙式浩加入香港自由黨。2017年接替出任運輸及房屋局政治助理的符傳富，出任自由黨青年團主席。。同年，2017年於慶祝自由黨青年團六週年晚宴中，趙式浩表示未來希望邀請更多青年才俊加入自由黨，為香港社會及政府培育更多優秀政治人才。2021年11月10日報名參加第七屆香港立法會選舉後於同日退出自由黨。趙式浩於2022年加入經民聯，並在2023年，他代表經民聯參選並成功當選南區區議會議員。

## 榮譽及社會職銜
- 重慶市政協委員
- 香港中華總商會會董
- 遼寧省青年聯合會常委
- 香港菁英會會員

## 資料來源
1. ↑  . 壹週刊 (香港). 2007 （中文（繁體））.
2. ↑  .   [2018-05-13]. （原始内容存档于2018-05-14）.
3. ↑  https://hk.news.appledaily.com/local/realtime/article/20150708/53948390 （页面存档备份，存于） 趙世曾囝囝趙式浩 入咗自由黨
4. ↑  .   [2018-05-13]. （原始内容存档于2019-02-14）.
5. ↑  【政壇諸事町】不介意年輕人借自由黨「起機」　青團主席冀吸新血